# Локальное поле
Локальное поле — определённый тип полей с топологией, часто возникающих как пополнения полей.

## Определение
Локально компактное топологическое поле с недискретной топологией называется локальным.

## Типы
Существует два основных вида локальных полей: те, в которых абсолютное значение архимедово, и те, в которых это не так.
Первые называют архимедовыми локальными полями, а вторые — неархимедовыми локальными полями.
Любое локальное поле изоморфно (как топологическое поле) одному из следующих полей:
- Архимедовы локальные поля (характеристика равна нулю): поле вещественных чисел {\displaystyle \mathbb {R} } и поле комплексных чисел {\displaystyle \mathbb {C} }.
- Неархимедовы локальные поля нулевой характеристики: р-адические числа {\displaystyle \mathbb {Q} _{p}} и их конечные расширения.
- Неархимедовы локальные поля характеристики {\displaystyle p\neq 0}: формальные ряды Лорана над конечным полем {\displaystyle \mathbb {F} _{p^{n}}}. (Все их конечные расширения тоже изоморфны полям того же вида.)

## Свойства

### Общие свойства
- Аддитивная группа локального поля, как любая локально компактная топологическая группа, обладает единственной (с точностью до умножения на положительное число) мерой Хаара μ.
- На любом локальном поле {\displaystyle K} можно ввести абсолютную величину {\displaystyle |a|} такую, что
{\displaystyle |a|={\frac {\mu (aX)}{\mu (X)}}}

для некоторого (а значит и любого) измеримого подмножества {\displaystyle X\subset K} с ненулевой конечной мерой Хаара.

### Неархимедовы поля
- В неархимедовом локальном поле {\displaystyle K} с абсолютной величиной {\displaystyle |{*}|} можно дать следующие определения:
  - Кольцо целых чисел
{\displaystyle {\mathcal {O}}=\{a\in K:|a|\leqslant 1\}.}
    - Оно образует дискретное нормированное кольцо и компактный шар в {\displaystyle (K,|{*}|)}.

  - Единицы в кольце целых чисел определяются как {\displaystyle {\mathcal {O}}^{\times }=\{a\in K:|a|=1\}}.
    - Они образуют группу и единичную сферу в {\displaystyle (K,|{*}|)}.

  - Единственный ненулевой простой идеал {\displaystyle {\mathfrak {m}}} в кольце целых чисел является открытым единичным шаром
{\displaystyle \{a\in K:|a|<1\},}

и его образующий элемент {\displaystyle \omega \in {\mathfrak {m}}} называется униформизирующим элементом {\displaystyle K}.
- Поле остатков {\displaystyle k={\mathcal {O}}/{\mathfrak {m}}} является конечным, поскольку компактно и дискретно.
- При этом {\displaystyle |\omega |={\tfrac {1}{|k|}}}, где {\displaystyle |k|} — мощность поля остатков {\displaystyle k}.

- Каждый ненулевой элемент {\displaystyle a\in K} можно записать как {\displaystyle a=\omega ^{n}\cdot u}, где {\displaystyle u} — единичный элемент, {\displaystyle n} — целое число, определяемое однозначно по {\displaystyle a}.
  - В частности {\displaystyle |a|=|k|^{-n}=|\omega |^{n}.}